# Drzewo genealogiczne Jungów

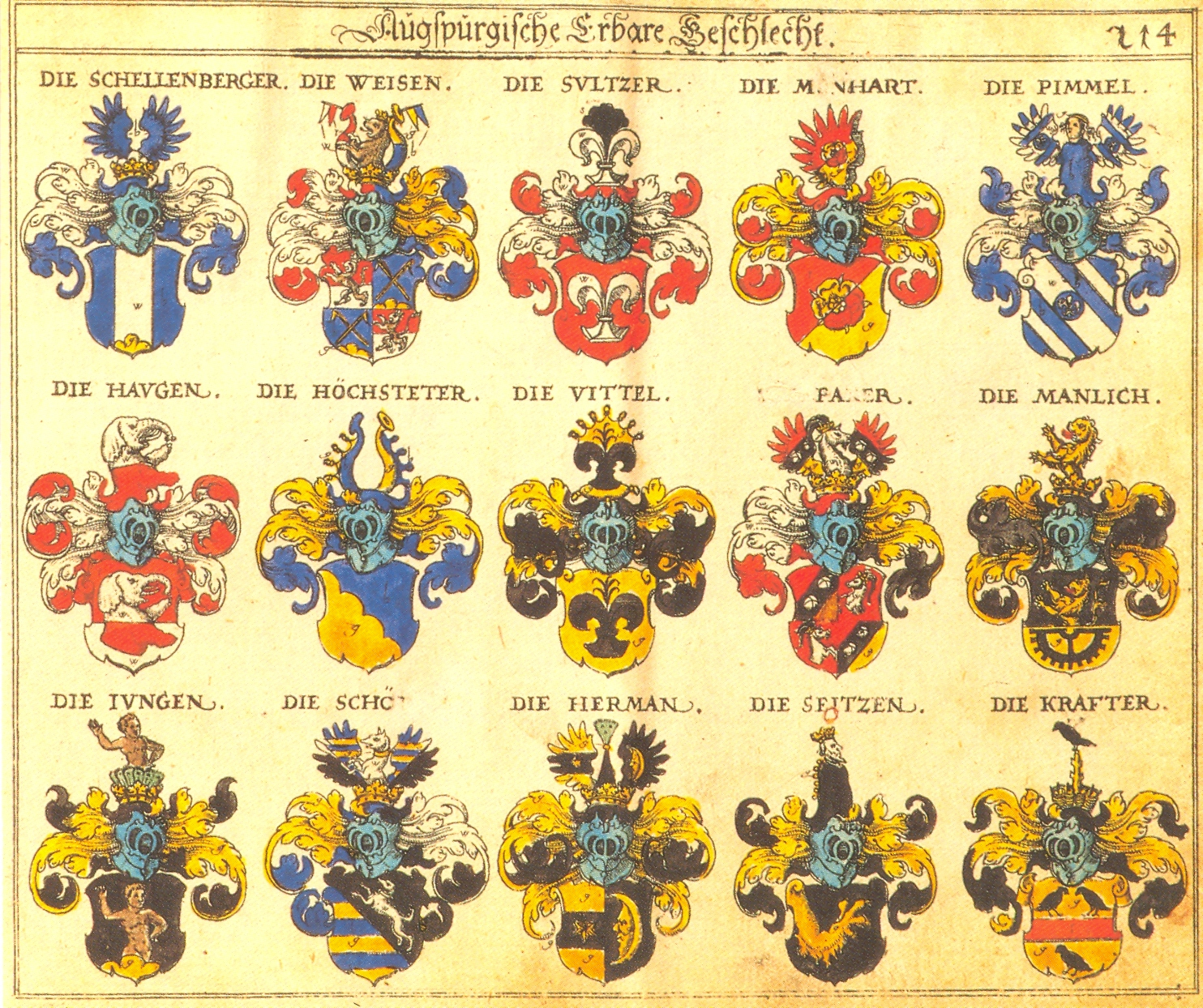
Karta herbarza J.Siebmachera z herbem Jungów (Ehrbare Geschlechter in Augsburg) trzeci rząd pierwszy z lewej

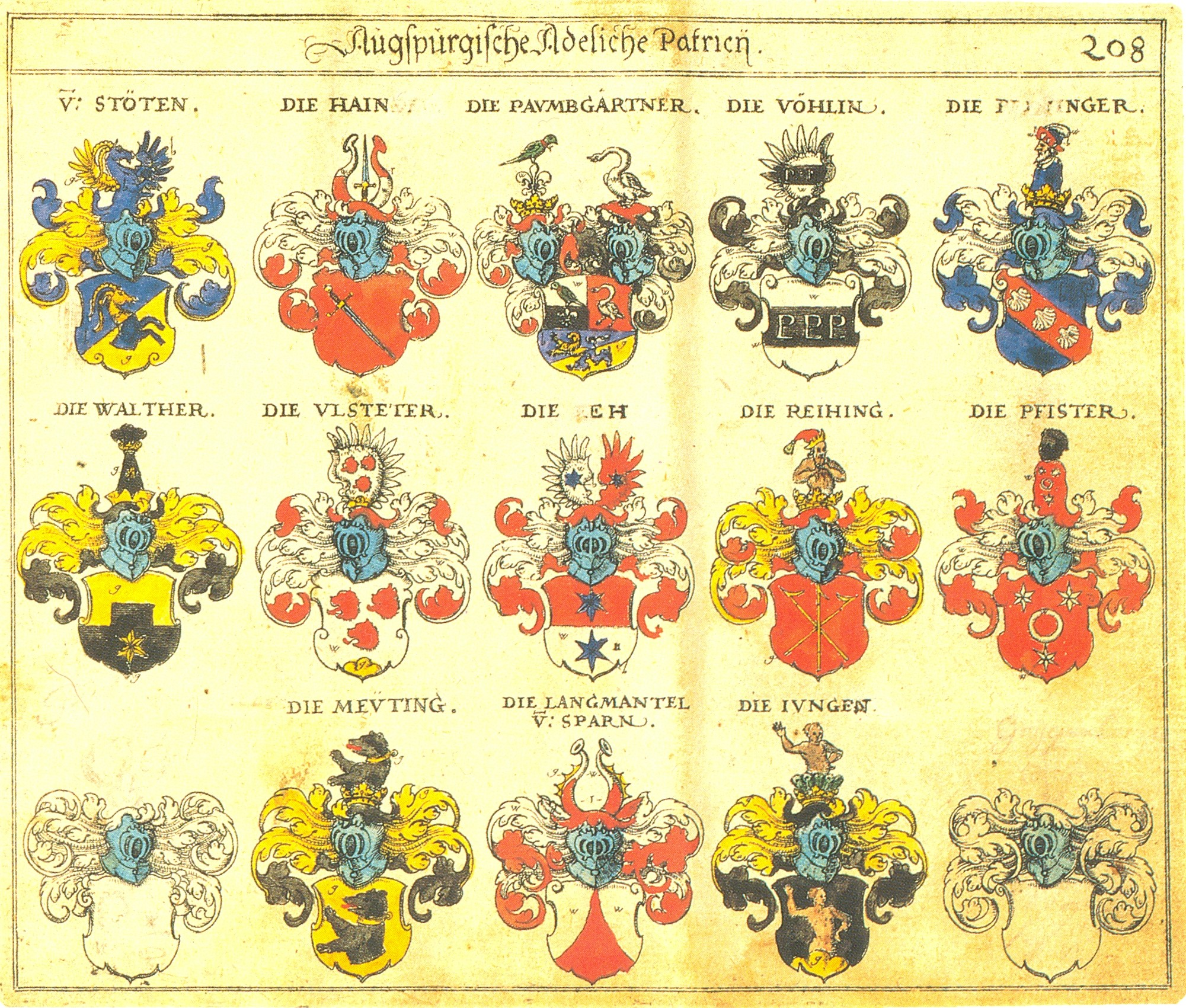
Karta herbarza J.Siebmachera z herbem Jungów (Patrizier und Adel in Augsburg) trzeci rząd drugi od prawej (różnice w labrach)

Drzewo genealogiczne Jungów.

## Linia augsburska

### I. Generacja
- Johann Jung senior (1400-1468), kapitan żeglugi, żona Anna Breisinger od 1424, zmarł w Zurychu
  - Johann Jung junior, dr medycyny, lekarz miejski Ulm = II Generacja
  - Ulrich Jung, kanonik w Ratyzbonie
  - Christoph Jung, kanonik we Freisingu
  - Ambrosius Jung, kanonik w Pasawie

### II Generacja
- Jung Johann junior (ur. 1425 w Zürichu, zm. 16.02.1505 w Augsburgu), pierwsza żona Anna Imhoff, druga żona Marta Kärner (1440-1513)
  - Ambrosius Jung (z pierwszego małżeństwa), dr medycyny, lekarz miejski Augsburga = III. Generacja 1.
  - Ursula Jung, wyszła za mąż za Daniela Mair von Kaufbeurena
  - Johann II Jung, dr teologii, od 1525 Domherr katedry Św. Gertrudy w Augsburgu, cesarski radca, później Domherr katedry we Freisingu
  - Ulrich Jung, dr medycyny, lekarz miejski Augsburga = III. Generacja 2.
  - Georg (Jörg) Jung, w latach 1532–1559 proboszcz „Sannt Gertrauten (St. Gertraud) im Dom zu Unseren Frauen hinter dem neuen Tor zu Augsburg", zmarł w 1559
  - Ludwig Jung, uczony, zmarł w Savoyen we Włoszech
  - Helene Jung

### III. Generacja
- Ambrosius Jung (ur. 1471 w Ulm, zm. 1548 w Augsburgu) dr medycyny, studiował w Tybindze, Padua i Ferrarze, lekarz osobisty augsburskiej kapituły katedralnej oraz biskupa. Od 1518 zainteresował się Reformacją, od 1538 patrycjusz Augsburga. 6 lutego 1499 żeni się z Elisabeth Lauginger, następnie, po śmierci żony, ponownie żeni się 3 października 1519 z Magdaleną Manlich
  - Ambrosius Jung = IV. Generacja 1.
  - Magdalena (ur. 1520) wyszła za mąż w Augsburgu 13 stycznia 1540 za Jacoba Krafftera.
  - Susanne Jung (ur. 1521) zamężna dwukrotnie, pierwszy raz w Augsburgu 17 stycznia 1541 z Bartholomäusem Lins, drugi raz w 1563 z Wolfem Sebastianem Schermairem.
  - Timotheus Jung (ur. 1523, zm. 1560 w Augsburgu), dr prawa, sędzia, cesarski, osobisty doradca Maximiliana II. (1564-1576), ożenił się 16 września 1555 z Heleną Braun, ich małżeństwo było bezdzietne
  - Nathanel (Daniel) Jung = IV. Generacja 2.
  - Sabine Jung, wyszła za mąż w Augsburgu 18 grudnia 1553 za lekarza, Ludwiga Hosera
- Ulrich Jung, dr medycyny, lekarz miejski Augsburga, od 1538 patrycjusz, ożenił się 18.07.1539 z Evą Drummer
  - Alexander Jung = IV. Generacja 3.

### IV. Generacja
- Ambrosius Jung (junior) (ur. 1510, zm. 28 sierpnia 1559), dr medycyny, lekarz miejski Augsburga, od 1549 w Landsberg/Lech, ożenił się 5 lutego 1543 z Reginą Koller, która zmarła w 1575
  - Regina Jung, wyszła za mąż za cenionego humanistę Leonharda Rauwolfa
  - Susanna Jung
  - Nathanel (Daniel) Jung (ur. 1524, zm. 1578 w Lissabon), ożenił się w Augsburgu 6 czerwca 1569 z Margareth Ehinger von Gottenau, która zmarła w 1593. Małżeństwo mieszkało w Memmingen
    - Johann Jakob = V. Generacja 1.
    - Alexander Jung (ur. 1532), burmistrz Augsburga, ożenił się 26 października 1558 z Agst Marią
      - Johann Ulrich Jung = V. Generacja 2.
      - Johann Bartholomäus Jung = V. Generacja 3.

### V. Generacja
- Johann Jakob Jung (ur. 1570, zm. 1657) urzędnik w magistracie miejskim Memmingen, ożenił się 12 września 1597 z Anną Marią von Freiberg, po jej śmierci żonaty ponownie w 1631 z Sabiną Haintzel
  - Magdalena Jung, wyszła za mąż w 1640 za Caspara Kocha. Ich syn, Caspar Koch von Wespach, pieczętował się herbem swojej matki
  - Johann Ulrich Jung (ur. 1560 w Augsburgu), ożenił się 24.10.1584 z Marią Magdaleną z domu von Sigmershausen, wdową po dr. medycyny Albrechtie Raiffensteiner
  - Johann Bartholomäus Jung (ur. 1565 w Augsburgu, zm. 1609 tamże) ożenił się 06.04.1592 z Dorothea z domu Brunell, wdowie po Anton Tageber
    - Johann Jakob Jung, kaznodzieja
    - Anna Barbara Jung, wyszła za mąż Eberhard Attinger

Znani przedstawiciele linii augsburskiej w XVII wieku:
- - magister Caspar Jung od 1613 członek kapituł augsburskich, ceniony kaznodzieja
  - magister Gustav Adolph Jung od 1682 kaznodzieja i publicysta[1]

## Linia rothenburgska

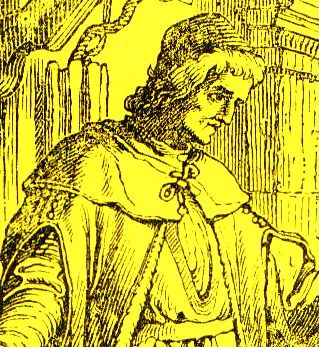
Georg Conrad Jung (1612-1691)

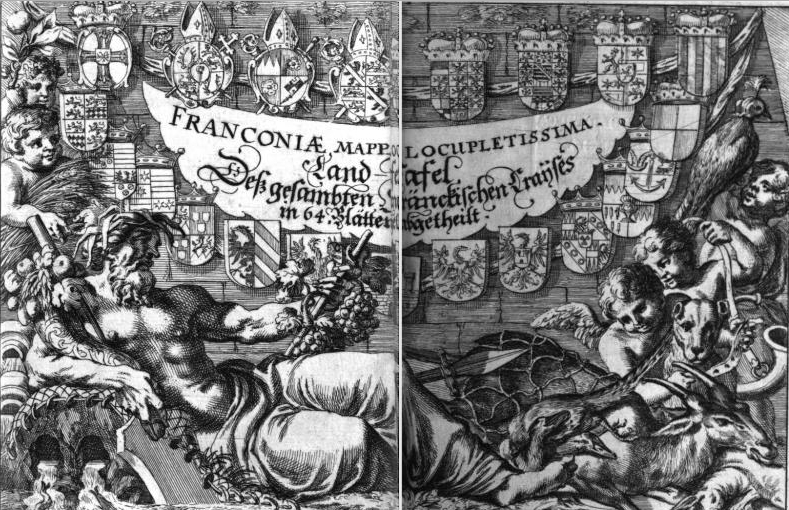
Pierwsza karta jednego z dzieł kartograficznych tworzonych w rohtenburgskiej pracowni Jungów

- Georg Jung (ur. 1507 w Feuchtwangen, zm. 22 września 1590 tamże), zawarł ślub 21 listopada 1586 z Magdaleną z Kernów (ur. 1562 w Feuchtwangen, córką Nikolausa Kerna)
  - Abraham Jung (ur. 30 października 1535 w Feuchtwangen, zm. 22 września 1606 w Norymberdze), zawarł ślub 10 października 1576 z Kathariną z Fuchsów (ur. 22 stycznia 1628 w Norymberdze)
  - David Jung (ur. 20 października 1538 w Feuchtwangen, zm. 11 marca 1603 tamże), zawarł ślub 12 października 1580 z Heleną z Herboltzheimerów (ur. 1559 w Hassfelden, jej rodzicami byli Georg Herboltzheimer oraz Eva z Gundelów)
    - Johann Georg Jung senior (ur. 20 maja 1583 w Feuchtwangen, zm. 1641, zawarł ślub 28 stycznia 1606 z Barbarą Wolfów (ur. 25 października 1582 w Feuchtwangen, córką Bernharta Wolfa (1550-1600) i Barbary z Dürnerów (1550-1598)
      - Johann Georg Jung junior (ur. 8 lutego 1607 Feuchtwangen, zm. 23 sierpnia 1648 w Rothenburg ob der Tauber) zawarł ślub w 1645 z Anną Margaretą z Röschów (ur. 24 kwietnia 1623 w Rothenburg ob der Tauber, córką Gottfrieda Röscha (1576-1641) i Esthery vom Berg (1558-1619)
        - Otto Christoph Jung (ur. 28 kwietnia 1647, zm. 15 marca 1721 w Obereisenheim)
          - Jörg Christoph Jung (ur. 2 lipca 1671 Rothenburg ob der Tauber), zawarł ślub 3 lutego 1699 z Marią Teresą z Rommeisów (ur. 14 marca 1680 w Fuldzie, zm. 28 sierpnia 1729 tamże, córka Mathiasa Rommeisa (1643-1709)
            - Maria Margaretha Jung (ur. 11 stycznia 1700 Fulda, zm. 23 lutego 1767), zawarł ślub 19 kwietnia 1719 z Christian Ludwig z Jossów (zm. 20 października 1753 Fulda)
            - Heinrich Christoph Jung (ur. 15 kwietnia 1701 Fulda)
            - Johann Ignatz Jung (ur. 18 września 1702 Fulda)
            - Susanna Margaretha Jung (ur. 5 stycznia 1704 Fulda)
            - Johann David Jung (ur. 13 stycznia 1706 Fulda)
            - Maria Eva Jung (ur. 1708, zm. tego samego roku)
            - Maria Barbara Jung (ur. 1709, zm. 28 czerwca 1771 Fulda), zawarła ślub 15 stycznia 1731 z Karlem Franzem Willig'em (zm. 1772)
            - Maria Catharina Jung (ur. 13 kwietnia 1709)
            - Georg Konrad Jung (ur. 3 listopada 1711 Fulda)
            - Johann Anton Jung (ur. 25 lutego 1714 Fulda)
            - Maria Susanna Jung (ur. 30 kwietnia 1716)
            - Anna Catharina Jung (ur. 19 października 1719 Fulda, zm. 14 marca 1754 tamże), ślub zawarła 25 czerwca 1747 z Josephem Stieberem
            - Johann Christoph Jung (ur. 2 kwietnia 1725 Fulda)

          - Johann Baptist Jung (ur. 26 grudnia 1672 Rothenburg ob der Tauber)
          - Susanne Margareta Jung (ur. 22 kwietnia 1674 Rothenburg ob der Tauber)
          - Anna Barbara Jung (ur. 21 września 1677)
          - Maria Barbara Jung (ur. 18 września 1680 Schweinfurt, zm. 1 marca 1681 tamże)
          - Maria Magdalena Jung (ur. 30 czerwca 1684 Schweinfurt)
          - Otto Melchior Jung (ur. 17 lutego 1688 Obereisenheim, zm. 11 września 1761) tamże, żonaty dwukrotnie, pierwszy ślub zawarł 12 lutego 1714 z Margarethe z Lindbretterów (1687-1723), drugi ślub zawarł w 1725 z Anną Marią Dietleinów (ur. 1700 w Obereisenheim, zm. 1762 tamże, córką Johanna Dietleina)
            - Anna Dorothea Jung (ur. 16 listopada 1714 Obereisenheim)
            - Johann Melchior Jung(ur. 31 stycznia 1716 Obereisenheim)
            - Loysa Juliana Jung (ur. 14 maja 1718 Obereisenheim)
            - Johann Adam Jung (ur. 21 listopada 1719 Obereisenheim)
            - Johann Tobias Jung(ur. 2 listopada 1721 Obereisenheim)
            - Valentin Michael Jung (ur. 1723, zm. w tym samym roku)
            - Anna Barbara Jung(ur. 23 grudnia 1724 Obereisenheim)
            - Anna Maria Jung (ur. 21 listopada 1725 Obereisenheim)
            - Anna Dorothea Jung(13 maja 1728 Obereisenheim)
            - Johann Valentin Michael Jung (ur. 3 sierpnia 1729 Obereisenheim, zm. 2 października 1800 Burghaslach), zawarł ślub 5 września 1769 z Urszulą Anną z Eysleinów (1741-1803)

          - Susanne Margarete Jung (ur. 30 października 1648 w Rothenburg ob der Tauber, zm. 22 lipca 1649 tamże)

      - Georg Conrad Jung (ur. 19 listopada 1612 Rothenburg ob der Tauber, zm. 16 września 1691 Kitzingen)[2]